# يوسف آيت بن ناصر
يوسف آيت بن ناصر هو لاعب كرة قدم مغربي من مواليد 7 يوليو 1996 بمدينة تول بفرنسا، يشغل مركز لاعب وسط بنادي موناكو الفرنسي.

## مسيرته

### مع الأندية
نادي نانسي
- الدوري الفرنسي الدرجة الثانية
  - البطولة: 2016

### مع المنتخب المغربي
المغرب
- كأس أفريقيا
  - ربع النهائي: 2017

## روابط خارجية
- يوسف آيت بن ناصر على موقع الاتحاد الدولي (مؤرشف)  (الإنجليزية)
- يوسف آيت بن ناصر على موقع اتحاد تركيا (لاعب) (الإنجليزية)
- يوسف آيت بن ناصر على موقع قاعدة بيانات كرة القدم.إي يو (الإنجليزية)
- يوسف آيت بن ناصر على موقع ليكيب (الفرنسية)
- يوسف آيت بن ناصر على موقع ناشيونال فوتبول تيمز (الإنجليزية)
- يوسف آيت بن ناصر على موقع Soccerbase.com (لاعب) (الإنجليزية)
- يوسف آيت بن ناصر على موقع Soccerway.com (الإنجليزية)
- يوسف آيت بن ناصر على موقع عالم كرة القدم.نت (الإنجليزية)
- يوسف آيت بن ناصر على موقع AS.com (الإسبانية)

- صفحة بيانات اللاعب يوسف آيت بن ناصر على موقع footballdatabase